# Gießener Nordkreuz

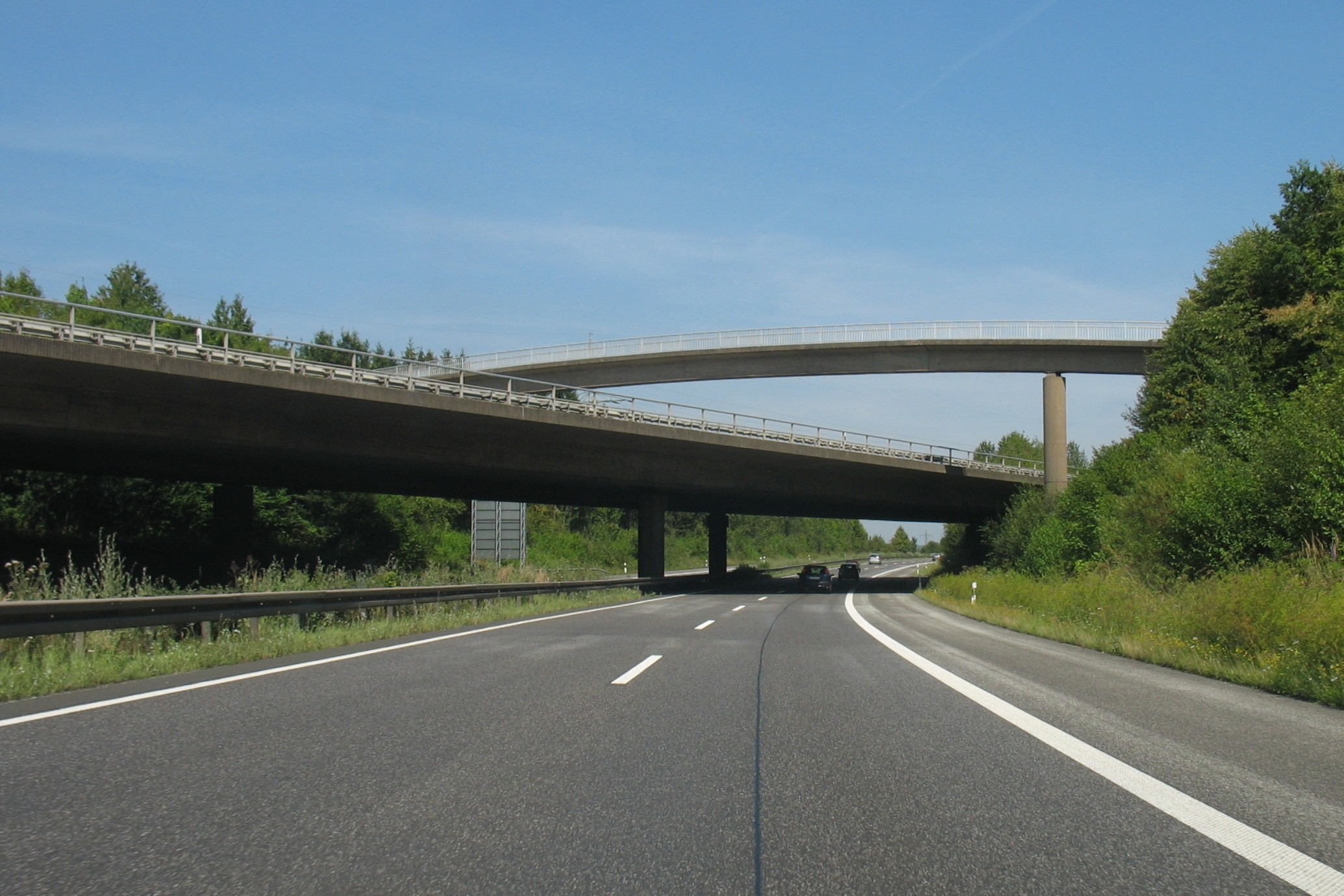
Überführung der A 480 über die B3

Das Gießener Nordkreuz ist ein Autobahnkreuz im Nordosten der Stadt Gießen in Hessen. Es verbindet die Bundesautobahnen A 480 und A 485 sowie die Bundesstraße 3 miteinander und ist Teil des Gießener Rings. Die Bauform des Kreuzes ist sehr ungewöhnlich. Es besteht im Sinne einer Einquadrantenlösung aus einem West- und einem Ostteil, die jeweils als Autobahndreieck in Form einer „linksgeführten Trompete“ ausgelegt sind sowie aus einer Kreuzung ohne Verbindungsrampen. Zusätzlich befindet sich an der Verbindung beider Trompeten die Anschlussstelle „Gießen-Marburger Straße“.
Die A 485 beginnt am Westteil des Autobahnkreuzes und führt nach einem Kilometer in den Ostteil des Kreuzes, durch den der Südteil der A 485 und die B 3 die durchgehende Relation bilden. Da die B 3 nicht über einen direkten Anschluss an die A 480 verfügt, ist die Verkehrsführung von dem Nordteil der B 3 und dem Südteil der A 485 zum östlichen Abschnitt der A 480 recht kompliziert.
Die A 480 ist ein Teil der verworfenen Planung der Verlängerung der A 48 und die A 485 Teil der ebenfalls verworfenen A 49-Planung. Beide Autobahnen sowie die als autobahnähnliche Straße ausgeführte Bundesstraße sind im Bereich des Autobahnkreuzes vierstreifig ausgebaut.